# Arthur Caswell Parker

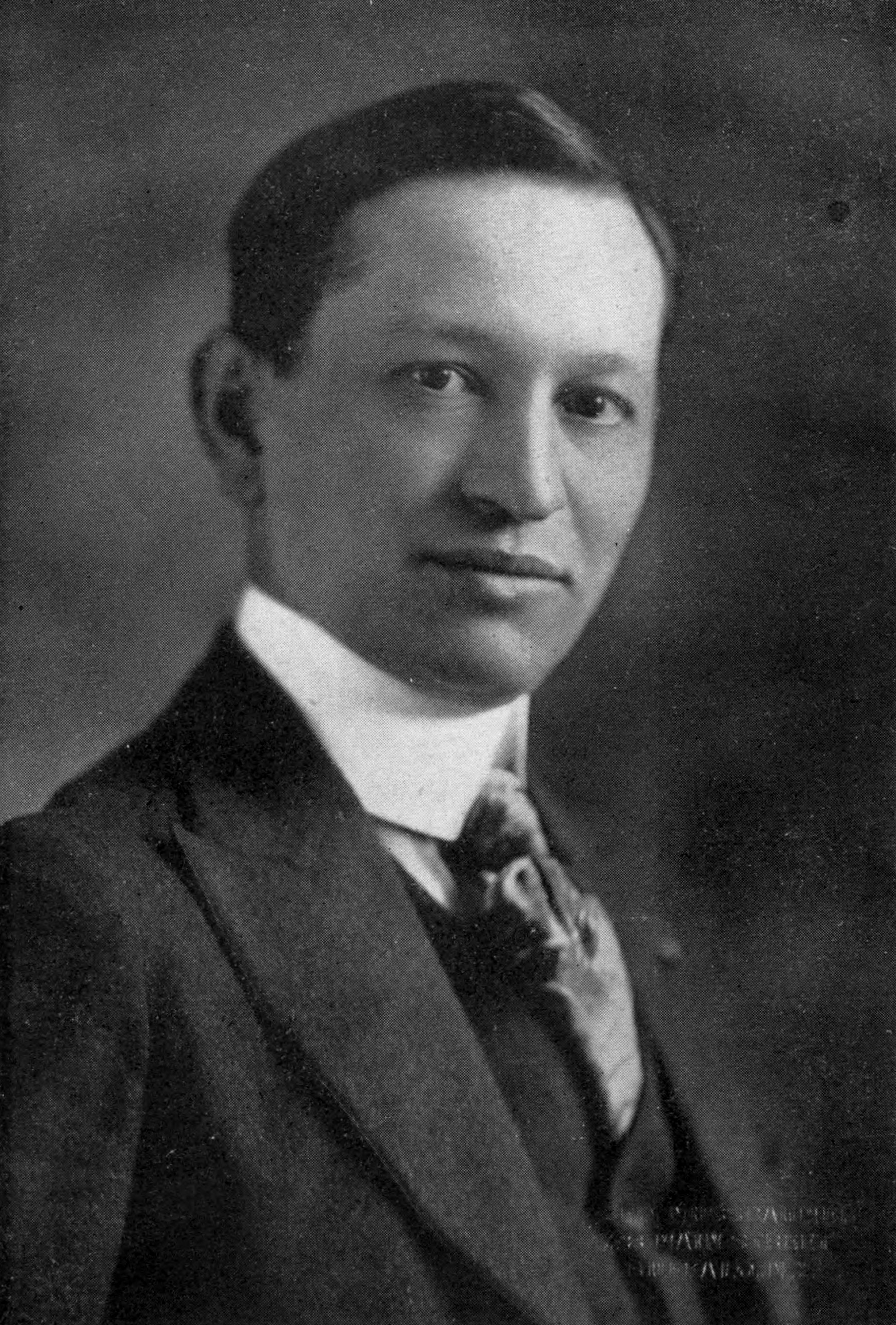
Arthur Caswell Parker

Arthur Caswell Parker (Riserva di Cattaragus, 5 aprile 1881 – 1º gennaio 1955) è stato un archeologo, storico, etnologo e museologo statunitense, esperto della cultura dei nativi americani negli Stati Uniti.

## Biografia
Nacque nella Riserva di Cattaragus, posta nella parte occidentale dello Stato di New York. Figlio di Frederick Ely Parker, era di discendenza Seneca da parte di padre e di nonno paterno, che avevano entrambi sposato due maestre missionarie inglesi del New England. L'influenza della cultura seneca, nonostante egli non potesse definirsi a pieno titolo come tale, fu molto importante per lui in tutta la sua vita ed egli cercò di identificarsi e immedesimarsi il più possibile con essa. Di rilevanza non minore fu per lui la tradizione cristiana, imparata sia da parte del nonno, che lavorò anche come predicatore laico nella cappella della missione di Cattaragus, sia da parte della madre, maestra missionaria.
Nei primi dieci anni della sua infanzia, trascorsi tutti nella Riserva di Cattaragus, Parker sviluppò un forte interesse per le storie dei vecchi seneca, per la storia naturale e per la botanica. All'età di undici anni, la famiglia dovette seguire il padre a White Plains, nei dintorni di New York, per motivi di lavoro (il padre lavorava per la New York Central Railroad). Qui frequentò la scuola pubblica e conseguì il diploma di maturità nel 1897 alla White Plains High School. Nonostante avesse ricevuto ottime raccomandazioni per avviare una carriere nell'ambito ecclesiastico, decise di intraprendere un'altra strada. Infatti, iscrittosi al seminario Dickenson di Williamsport (Pennsylvania), lo abbandonò quasi subito per andare a lavorare presso un giornale locale.
Successivamente, durante una delle sue numerose visite al Museo Americano di Storia Naturale di New York, conobbe il professor Frederick W. Putnam, docente di antropologia all'Università Harvard e l'archeologo Mark Raymond Harrington (con cui poi sviluppò un ferrato rapporto lavorativo e di amicizia), che lo instradarono verso l'antropologia e l'archeologia. In questo periodo iniziò a frequentare, insieme ad Harrington e altri amici, il circolo culturale della signora Harriet Converse, anch'essa appassionata di folklore e di cultura indiana. Alla morte di questa Parker fu nominato esecutore testamentario e curò la redazione degli scritti raccolti dalla Converse perché fossero pubblicati.
Nonostante frequentasse un ambiente prevalentemente di tipo accademico, non conseguì mai una laurea, benché avesse ricevuto esplicito invito da parte del professor Franz Boas della Columbia University. Preferì invece proseguire la carriera archeologico-museale con Harrington e Putnam. Dopo il 1903, Parker fu nominato primo archeologo al Museo di Stato di New York e iniziò a dedicarsi seriamente alla raccolta di racconti popolari e oggetti d'arte seneca. Fu in questo periodo di assidua frequentazione con gli indiani che venne ammesso nel Clan dell'Orso e gli fu assegnato il nome indiano di Gawasowaneh (Grande Serpente di Neve).
Nel 1911, assieme a Charles Alexander Eastman ed altri, fondò la Società degli Indiani Americani allo scopo di divulgare la cultura dei nativi americani e educare al rispetto di questa cultura. In seguito, dal 1915 al 1920, fu direttore dell'American Indian Magazine, edito dalla società stessa. Nel 1925 divenne direttore del Museo di Arti e Scienze di Rochester e nel 1935 venne eletto Presidente della Società per l'Archeologia Americana. Nel 1944 collaborò alla fondazione del Congresso Nazionale dei Nativi Americani e divenne piuttosto attivo nella gestione degli affari indiani, dopo il suo ritiro dalla direzione del Museo di Rochester. Poco prima di morire si trasferì nella vicinanze del lago Canandaigua, nella Naples Valley di New York. Morì il 1º gennaio 1955, all'età di 73 anni.

## Opere
- Excavations in an Erie Indian village and burial site at Ripley, Chautauqua Co., New York State Education Dept, Albany, 1907
- Iroquois Uses of Maize and Other Food Plants, University of the state of New York, 1910
- The Code of Handsome Lake, the Seneca Prophet, University of the state of New York, 1913
- The Constitution of the Five Nations, University of the state of New York, 1916
- Life of General Ely S. Parker: last Grand Sachem of the Iroquois and General Grant's military secretary Buffalo Historical Society, Buffalo, 1919
- The Archaeological History of New York, University of the state of New York, 1922
- An Analytical History of the Seneca Indians, Lewis H. Morgan Chapter, New York State Archeological Association, Rochester, 1926
- Seneca Myths and Folk Tales, Bison Books
- Skunny Wundy: Seneca Indian Tales, Syracuse University Press, New York
- New York History: Sources and Range of Cooper's Indian Lore, New York State Historical Association, 1954
- The history of the Seneca Indians I. J. Friedman, Port Washington, 1967
- Parker on the Iroquois, edito da William N. Fenton, Syracuse University Press, 1986